# Praga 2
Praga 2, anteriormente conocido como Distrito Municipal Praga 2 (en checo: Městská část Praha 2), es un distrito municipal y administrativo de Praga, República Checa. A finales de 2004 el distrito contaba con una población de 49 197 personas. Con 4,19 km², Praga 2 es la circunscripción administrativa más pequeña del país.
El distrito incluye la zona de Vyšehrad, partes de Vinohrady, la ciudad nueva y Nusle. El distrito se ha mantenido intacto desde su creación en 1960.